# Zuzana Moťovská
Zuzana Moťovská (* 2. listopadu 1964) je česká lékařka, internistka. V rámci kardiologie  se zaměřuje na kardiovaskulární onemocnění, ischemickou chorobu srdeční, aterotrombózu a aterotrombotickou terapii. Na Kardiologické klinice 3. LF UK a FNKV působí jako zástupkyně přednosty pro výzkum a v Kardiocentru kliniky na pozici vedoucí divize akutní kardiologie. 
V roce 2023 obdržela jako první žena hlavní Národní cenu v projektu Česká hlava „za celoživotní přínos na mezinárodní úrovni v oblasti kardiologie“. Stala se tak druhou laureátkou Národní ceny z Kardiologické kliniky 3. LF UK, po profesoru Petru Widimském oceněném v roce 2011.

## Lékařská a akademická kariéra
Na lékařské fakultě promovala v roce 1989. V roce 2005 nastoupila na III. interní – kardiologickou kliniku 3. lékařské fakulty Univerzity Karlovy a Fakultní nemocnice Královské Vinohrady vedenou profesorem Petrem Widimským, kde se později stala zástupkyní přednosty pro výzkum a vedoucí divize akutní kardiologie. K únoru 2010 byla jmenována docentkou vnitřního lékařství na 3. LF UK. Habilitační přednášku přednesla na téma „Optimalizace protidestičkové léčby před plánovanou perkutánní koronární intervencí“. V prosinci 2016 byla na Univerzitě Karlově jmenována profesorkou pro obor vnitřní lékařství.
Stala se členkou předsednictva Akademického senátu Univerzity Karlovy a Vědecké rady 3. LF UK. Působí jako recenzentka mezinárodních kardiologických časopisů. Na vědeckých projektech spolupracovala s týmy z Harvard Medical School, Mount Sinai Cardiovascular Center New York, Sorbonne Université či Univerzity v Heidelbergu. V letech 2018–2020 působila ve výboru Evropské kardiologické společnosti, vedoucím orgánu mezinárodní organizace.

## Výběr ocenění
Od České kardiologické společnosti vícenásobně obdržela cenu za publikaci s nejvyšším impakt faktorem.
- 2015: Cena ministra školství, mládeže a tělovýchovy ČR za mimořádné výsledky výzkumu, experimentálního vývoje a inovací – „za výsledky výzkumu i klinické praxe v oblasti akutních koronárních syndromů, trombózy a antitrombotické léčby, které mají zásadní význam v prevenci a léčbě aterotrombózou podmíněných kardiovaskulárních nemocí“.[11]
- 2017: Česká kardiologická společnost – To nejlepší z české kardiologie – vědecká publikace roku, vedoucí studie srovnávající nové léky proti srážení krve u pacientů s akutním infarktem myokardu.[12]
- 2023: Česká hlava – Národní cena, „za celoživotní výjimečný přínos na mezinárodní úrovni v oblasti kardiologie“.[3][13]